# Tituria pyramidata
Tituria pyramidata är en insektsart som beskrevs av Cai 1993. Tituria pyramidata ingår i släktet Tituria och familjen dvärgstritar. Inga underarter finns listade i Catalogue of Life.